# わさび〜歌の交差点〜
わさび～歌の交差点～はラジオ大阪で2007年7月8日～毎週日曜日21:00～21:30に放送されている演歌・歌謡曲番組。
しかし、この枠はこれまでアニラジ番組（1314 V-STATION）枠が長く続いていたため突然一般番組になったことに対する苦情・抗議が多い。2007年9月30日で一時中断。

## 出演者
- パーソナリティはラジオ関西出身のフリーアナウンサー牛尾淳。

アシスタントはこゆり。
歌謡情報局のコーナーにはLenaがそれぞれ出演している。

## コーナー
- わさび独占インタビュー
  - 今話題のトップスターへ番組が独占インタビュー。ヒット曲にまつわる話からここでしか聞けないプライベート話などトップスターの横顔に迫る。
    - これまでに登場したゲスト

  - 7月8日・7月15日:中村美律子
  - 7月22日:石原詢子
  - 7月29日:角川博（参議院選挙開票特番の影響で時間を120分繰り上げて放送。）
  - 8月5日・8月12日:八代亜紀
  - 8月19日・8月26日:伍代夏子
  - 9月2日:山本譲二
  - 9月9日・9月16日:成世昌平
  - 9月23日:浅田あつこ
- リクエストコーナー
  - 番組へのリクエスト曲を紹介するコーナー。（不定期）
- 歌謡情報局

## スポンサー
- 浪速酒造有限会社

ほか演歌向けレコードレーベル各社